# 朝山村 (島根県安濃郡)
朝山村（あさやまむら）は、島根県安濃郡にあった村。現在の大田市朝山町にあたる。

## 地理
- 海洋：日本海

## 歴史
- 1889年（明治22年）4月1日、町村制の施行により、安濃郡朝倉村、仙山村が合併して村制施行し、朝山村が発足[1][2]。
- 1954年（昭和29年）4月1日、大田市に編入され廃止[1][2]。

### 地名の由来
合併した旧村名の各一文字を組み合わせたもの。

## 産業
- 農業、林業、漁業[1]。